# Trauma nacional
El trauma nacional es un concepto de la psicología y la psicología social. Un trauma nacional es aquel en el que los efectos de un trauma se aplican de forma general a los miembros de un grupo colectivo, como un país u otro grupo bien definido de personas. Un trauma es una lesión que tiene el potencial de afectar negativamente a un individuo, ya sea física o psicológicamente. El trauma psicológico es una ruptura de los supuestos fundamentales que una persona tiene sobre sí misma y sobre el mundo. Una experiencia adversa que es inesperada, dolorosa, extraordinaria y chocante provoca interrupciones en los procesos o relaciones en curso y también puede crear respuestas desadaptativas. Tales experiencias pueden afectar no sólo a un individuo, sino que también pueden ser experimentadas colectivamente por todo un grupo de personas. Las experiencias trágicas pueden herir o amenazar colectivamente la identidad nacional, ese sentimiento de pertenencia compartido por una nación en su conjunto representado por la cultura, la lengua y la política tradicionales.
En el trauma psicológico individual, los conceptos fundamentales sobre cómo el individuo se relaciona con el mundo, como que el mundo es benevolente y significativo y que el individuo tiene valor en el mundo, se ven anulados por experiencias vitales abrumadoras. De forma similar, el trauma nacional anula los conceptos fundamentales de la identidad social: algo terrible ha ocurrido y la vida social ha perdido su carácter predecible. Las causas de estas rupturas de los conceptos son diversas y desafían una categorización clara. Por ejemplo, las guerras no siempre son traumas nacionales; mientras que la guerra de Vietnam es vivida por los estadounidenses como un trauma nacional, Winston Churchill tituló el último volumen de su historia de La Segunda Guerra Mundial Triunfo y tragedia. Tipos similares de desastres naturales también pueden provocar respuestas diferentes. El incendio forestal de Fort McMurray, en Alberta, en 2016, supuso un trauma colectivo no solo para esa comunidad local, sino también para la gran provincia canadiense de Alberta, a pesar de no causar muertes directas; sin embargo, el incendio de Peshtigo, mucho mayor y responsable de miles de muertes, ha caído en el olvido.
Las respuestas al trauma nacional también varían. Una nación que experimenta una clara derrota en una guerra que había movilizado a la nación en gran medida también experimentará casi inevitablemente un trauma nacional, pero la forma en que se siente esa derrota puede cambiar la respuesta. Tanto los antiguos pueblos del Sur Confederado en la guerra civil estadounidense o de Secesión como el Imperio alemán en la Primera Guerra Mundial crearon mitologías posbélicas (la Causa Perdida de la Confederación en el primer caso y la Leyenda de la Puñalada por la espalda en el segundo) de «gloriosa» derrota en luchas injustas. Sin embargo, la experiencia de posguerra de Alemania tras la Segunda Guerra Mundial es mucho más compleja y provocó reacciones que van desde un sentimiento de culpa nacional alemana hasta la ignorancia colectiva. Una respuesta nacional común a estos traumas son los repetidos llamamientos a la unidad nacional y la purificación moral, como en los Estados Unidos tras el 11-S o el Japón de posguerra.